# Distrito municipal de Žirmūnai
Distrito municipal de Žirmūnai es un distrito municipal perteneciente a la ciudad de Vilna y organizado administrativamente en tres barrios (Žirmūnai, Tuskulėnai, Šiaurės miestelis). El distrito se limita con los distritos municipales de Antakalnis, Šnipiškės, Verkiai y Senamiestis.

## Barrios
El distrito está formado por los siguientes 3 barriosː
- Žirmūnai
- Tuskulėnai
- Šiaurės miestelis

## Galería

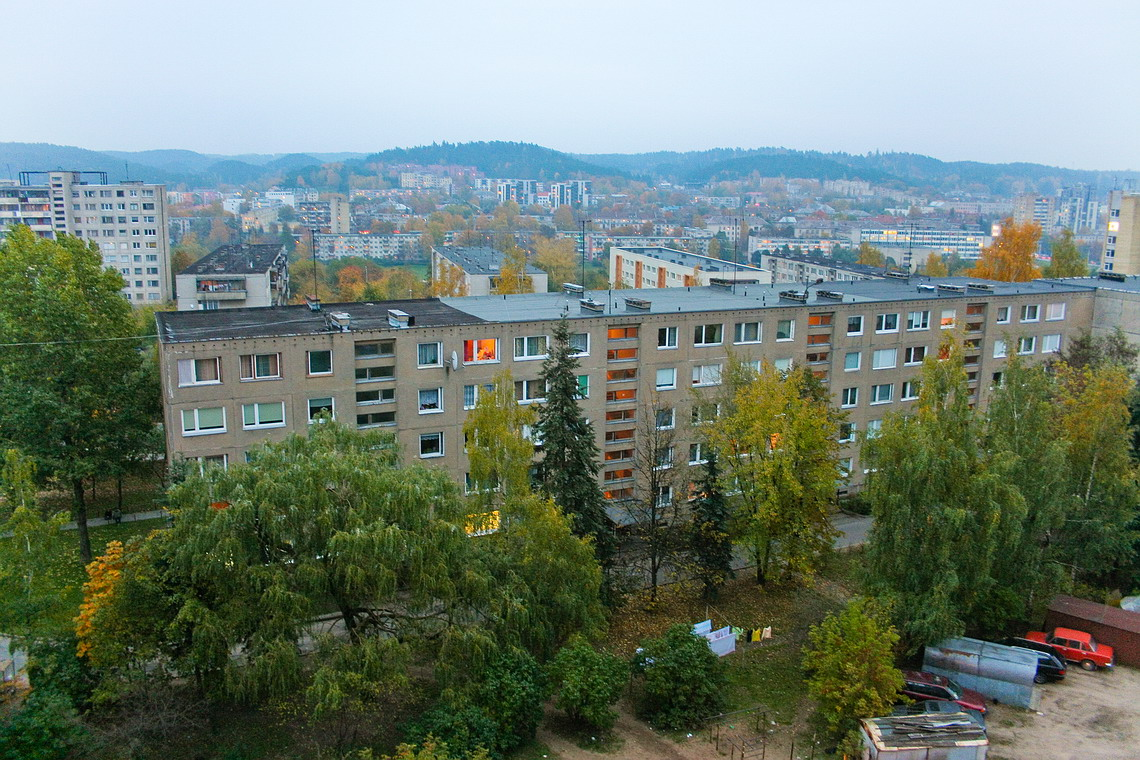
Panorama de Žirmūnai
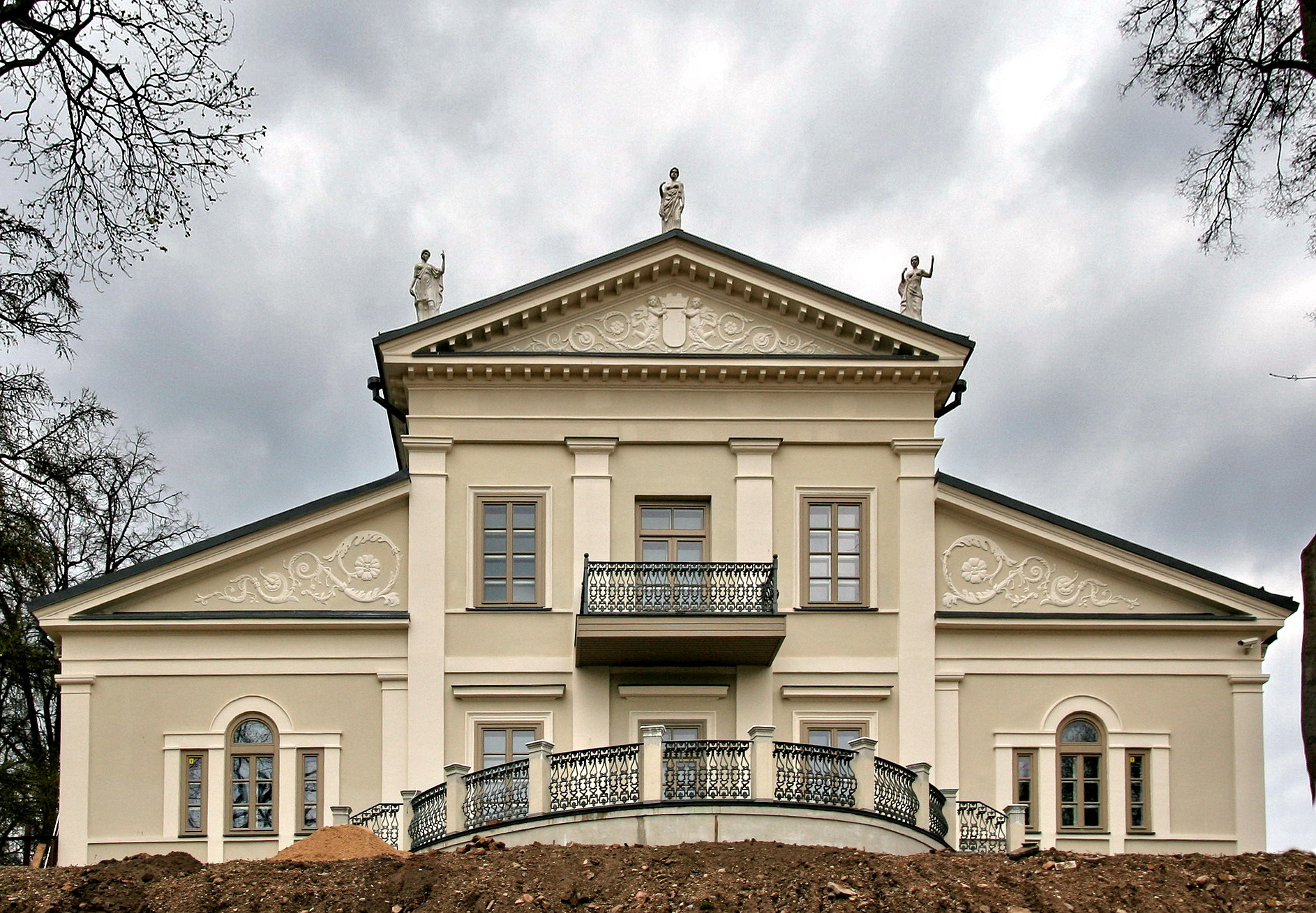
Señorío de Tuskulėnai
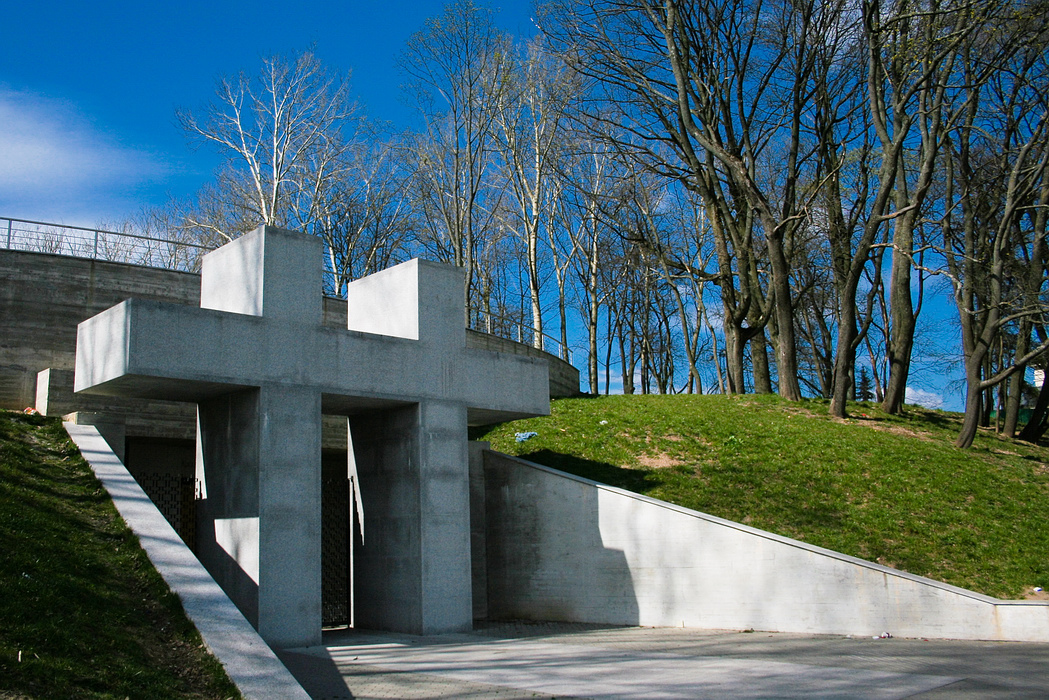
Columbario de Tuskulėnai
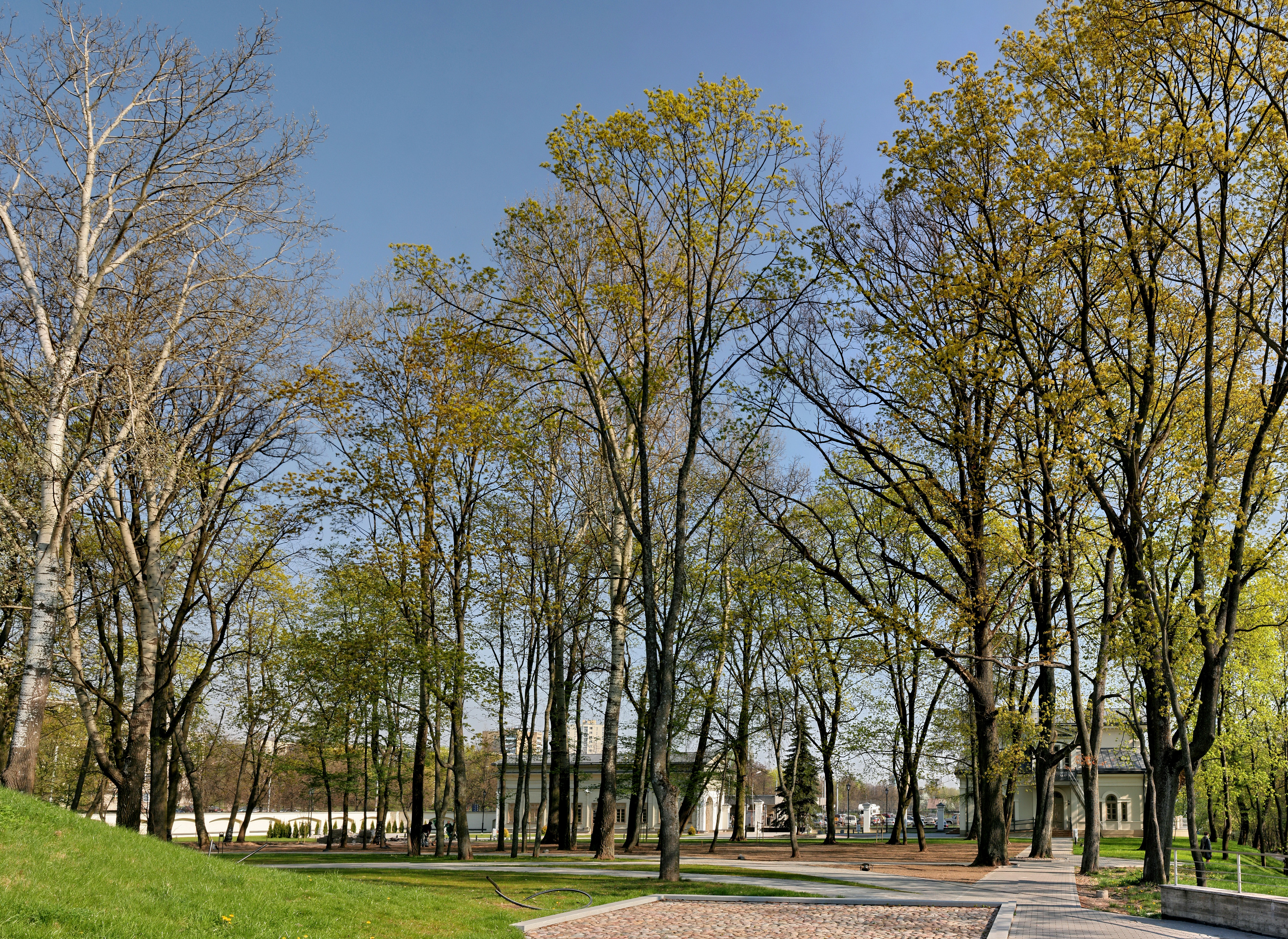
Parque de Tuskulėnai